# Zoophthora ichneumonis
Zoophthora ichneumonis är en svampart som beskrevs av Balazy 1993. Zoophthora ichneumonis ingår i släktet Zoophthora och familjen Entomophthoraceae.   Inga underarter finns listade i Catalogue of Life.